# Liaison de données tactiques

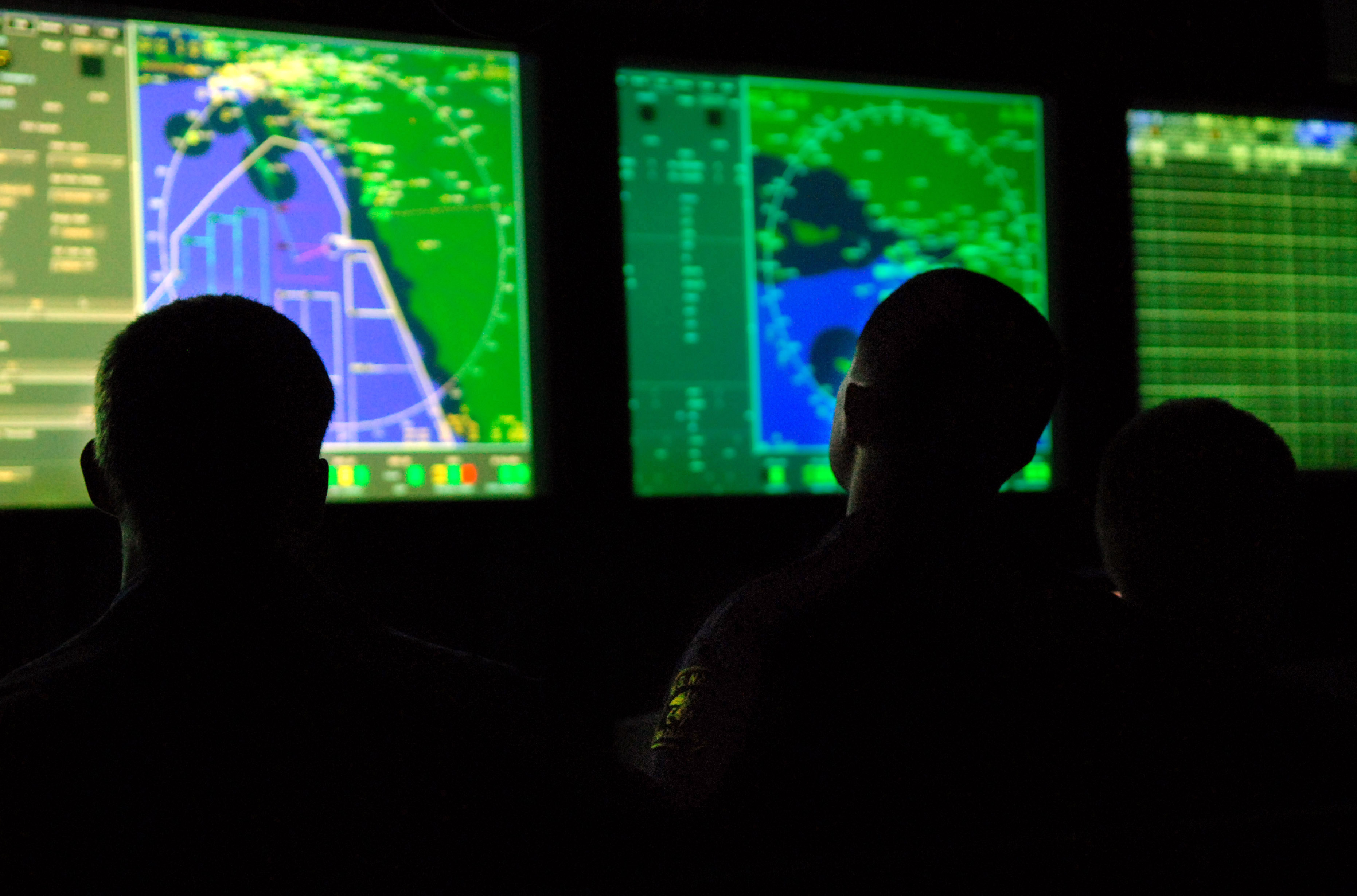
Centre Opération du porte-avions.

La liaison de données tactiques (LDT) met en œuvre les standards des liaisons de données, en vue de fournir des moyens de communication via des formes d'ondes ou de liaisons filaires. Elles sont utilisées par l'ensemble des nations appartenant à l'Organisation du traité de l'Atlantique nord. Tous les systèmes d'information ou de combat utilisent les liaisons de données tactiques standardisées pour transmettre ou recevoir des données tactiques.
En France, les liaisons de données de série-J (liaison 16, liaison 22) sont devenues le standard de référence.
Les liaisons de données de série-M (liaison 11, IJMS) sont en voie d'extinction.
Les systèmes de combat, comme le Naval Tactical Data System, le système de combat Aegis équipant, en particulier, les croiseurs de la classe Ticonderoga, ou les systèmes de mission des avions de chasse possèdent une base de données au format de série-J.
Afin de permettre un traitement optimisé de l'information, les architectes des nouveaux systèmes de mission ou de combat imposent que les sous-systèmes, comme les radars - en particulier les radars tridimensionnels à balayage électronique - et les sonars, fournissent leurs données dans ce même format.
Le terme LADT pour Liaison Automatique de Données Tactiques, est désormais obsolète et est communément remplacé par LDT.

## Caractéristiques
Les LDT sont caractérisées par leurs messages standardisés et par les formats de transmission.
Cela est communément écrit : <Message Format>/<Transmission Format>.

## Les standards LDT dans l'OTAN
Les standards des Liaisons de Données Tactiques sont développés au sein de l'OTAN par le groupe de travail LDT du sous comité des systèmes d'information en lien avec les STANAG appropriés.

### Résumé des LDT de l'OTAN
Les standards des LDT de l'OTAN sont les suivants
| Numéro de Liaison | STANAG         | Titre de Travail | Titre Final / Description                                         | Communication | Génération                              | Commentaires                                                                |
| ----------------- | -------------- | --- | ----------------------------------------------------------------- | ------------- | --------------------------------------- | --------------------------------------------------------------------------- |
| Liaison 1         | 5501           | Liaison de Données OTAN les Centres de contrôle de défense aérienne                                                                                | Liaison 1 – Échanges de données tactique pour la défense aérienne | Point à Point | 1re génération Liaison de série-S       | Liaison Sol entre les entités NADGE capacités limitées et non sécurisée     |
| Liaison 2         |                | Liaison de données entre les RADARS et les centres de contrôle                                                                                     |                                                                   |               | 1re génération                          | Annulée (incluse dans la Liaison 1)                                         |
| Liaison 3         |                | LDT entre les centres de contrôle et le Quartier Général                                                                                           | SHOC Early Warning System                                         | Point à Point | 1re génération                          | Liaison d'alerte de faible débit entre les centres d'évaluation et le SHAPE |
| Liaison 4         | 5504           | Liaison de Données Sol/Air | Liaison 4 – LDT pour le contrôle d'avions militaires              | Point à Point | 1re génération Liaison de série- C/R    | Utilisée par l'OTAN en bande radio UHF (225–400 MHz)                        |
| Liaison 5         |                | Liaison automatique rapide HF | Diffusion                                                         |               | 1re génération                          | Annulée (voir Liaison 11)                                                   |
| Liaison 6         | 5506 (Draft)   | Liaison entre les bases de missiles et les centres de contrôle                                                                                     | Liaison 6 – (NADGE Link) Liaison de données pour missiles sol/air | Point à Point | 1re génération                          | STANAG en projet (US MBDL, ATDL–1, PADIL)                                   |
| Liaison 7         | 5507 (Draft)   | ATC / Defence Link | Liaison 7 – LDT pour le contrôle du trafic aérien                 | Point à Point | 1re génération                          |                                                                             |
| Liaison 8         |                | HF Automatic Link |                                                                   | Diffusion     | 1re génération                          | Annulée (voir Liaison 1)                                                    |
| Liaison 9         |                | SOC / Liaison Air/Sol avec les bases aériennes |                                                                   |               | 1re génération                          |                                                                             |
| Liaison 10        | 5510           | Liaison Navire-Navire | Liaison 10 – Maritime Échange de données tactiques                | Diffusion     | 2e génération Liaison de série-M        | STANAG annulé (était mis en œuvre par BE, NL et UK)                         |
| Liaison 11        | 5511           | Liaison automatique en HF | Liaison 11 – Principalement dédiée aux échanges maritimes         | Diffusion     | 2e génération Liaison de série-M        |                                                                             |
| Liaison 11B       | 5511 (Vol. II) | | Liaison 11B – Liaison sol                                         | Point à Point | 2e génération Liaison de série-M        |                                                                             |
| Liaison 12        |                | Liaison HF automatique à débit rapide |                                                                   |               |                                         | Annulée (voir liaison 11)                                                   |
| Liaison 13        |                | Liaison Automatique HF |                                                                   | Diffusion     |                                         | Annulée (voir liaison 11)                                                   |
| Liaison 14        | 5514           | Liaison Semi-Automatique à faible débit | Liaison 14 – dédiée aux échanges maritimes                        | Diffusion     | 1re génération D/M/S/Liaison de série-E | Navire-Navire & Navire–Terre (quelques applications) devenue obsolète       |
| Liaison 15        |                | Liaison Semi-Automatique à faible débit |                                                                   |               |                                         | Liaison Navire-Navire, Annulée                                              |
| Liaison 16        | 5516           | Haute capacité, résistant au brouillage, Liaison TDMA                                                                                              | Liaison 16 – ECM Resistant Tactical Data Exchange                 | Diffusion     | 3e génération Liaison de série-J        | (STANAG 4175 – Caractéristiques techniques des terminaux MIDS)              |
| Liaison 21        | 5521 (Draft)   | Liaison en support de l'ACCS – (LISA) |                                                                   | Point à Point | 2e génération Liaison de série-J        | En développement (doit remplacer la Liaison 1)                              |
| Liaison 22        | 5522           | NATO Improved Link 11 – (NILE) | Liaison 22                                                        |               | 2e génération Liaison de série-J        | En développement (doit remplacer la Liaison 11)                             |
|                   | 5601           | Standard pour interfacer les liaisons 1, 11, 11B, et 14 au travers un Buffer                                                                       |                                                                   |               |                                         | voir AdatP 12                                                               |
|                   | 5602           | Standard d'Interface pour l'évaluation de liaisons Multiples Plates-formes                                                                         |                                                                   |               |                                         |                                                                             |
|                   | 5616           | Standard pour le data forwarding entre différents systèmes LDT mettant en œuvre les liaisons 11/11B et ceux mettant en œuvre les liaisons 16 et 22 |                                                                   |               |                                         |                                                                             |
| IJMS              |                | ECM Resistant Communication System (ERCS) | IJMS – Interim JTIDS/MIDS Message Specification                   | Diffusion     | 2e génération, Liaison de série-M       | Interim Data Link Standard est remplacée par la Liaison 16                  |

## Autres standards dans le monde
Le HN-900 développé en Chine serait l'équivalent de la liaison 11.
Le JSIDLS (Joint Service Integrated Data Link System, 全军综合数据链系统) développé également dans ce pays serait l'équivalent de la liaison 16.